# Gammapolis
Gammapolis – dziewiąty węgierskojęzyczny, a także ósmy anglojęzyczny album zespołu Omega. Wydany na płycie gramofonowej oraz kasecie magnetofonowej, a od 1993 roku również na płycie kompaktowej.

## Lista utworów
Wersja węgierska
Album w tej wersji zawiera utwory :
1. Gammapolis I
2. Nyári éjek asszonya
3. Őrültek órája
4. A száműzött
5. Hajnal a város felett
6. Arc nélküli ember
7. Ezüst eső
8. Gammapolis II

Wersja angielska
Album w tej wersji zawiera utwory:
1. Dawn in the City
2. Lady of the Summer Night
3. Rush Hour
4. Return of the Outcast
5. Start
6. Gammapolis
7. Man without a Face
8. Silver Rain
9. Gammapolis II

Gammapolisz – Gammapolis
W 2002 wydana została reedycja albumu węgierskojęzycznego, zatytułowana Gammapolisz – Gammapolis. 
1. Gammapolis I
2. Nyári éjek asszonya
3. Őrültek órája
4. A száműzött
5. Hajnal a város felett
6. Arc nélküli ember
7. Ezüst Eső
8. Gammapolis II
9. Dawn in the City
10. Rush Hour
11. Lady of the Summer Night
12. Man without a Face
13. Silver Rain
14. Gammapolis II

## Wykonawcy
Twórcami albumu są:
- László Benkő – instrumenty klawiszowe
- Ferenc Debreceni – perkusja
- János Kóbor – wokal
- Tamás Mihály – gitara basowa
- György Molnár – gitara